# (33170) 1998 EE11
1998 EE11 (asteroide 33170) é um asteroide da cintura principal. Possui uma excentricidade de 0.22280530 e uma inclinação de 4.14669º.
Este asteroide foi descoberto no dia 1 de março de 1998 por Eric Walter Elst em La Silla.